# Jānis Pauļuks
Jānis Pauļuks (ur. 27 listopada 1865 w Lielsesavie koło Mitawy, zm. 21 czerwca 1937 w Bausce) – łotewski polityk chłopski, minister i szef rządu Łotwy. 
Karierę polityczną rozpoczął jako minister komunikacji w rządzie Zigfrīdsa Meierovicsa (19 czerwca 1921), reprezentował w nim stronnictwo chłopskie („Latvijas Zemnieku Savienība”).
27 stycznia 1923 został mianowany przez prezydenta następcą Meierovicsa w roli szefa rządu, kierował również resortami spraw zagranicznych i komunikacji. 27 czerwca tego roku przestał być premierem, którym został znów Meierovics. Zachował jednak funkcję ministra transportu, którą pełnił również w gabinetach Voldemārsa Zāmuelsa i Hugona Celmiņša do końca grudnia 1925 roku. 
W 1934 roku wraz z Kārlisem Ulmanisem otrzymał doktorat honoris causa Uniwersytetu Łotwy. 